# Patrick Benoit
Patrick Benoit (Montréal, 19 mars 1972 - ) est un animateur de radio, de télé, et un comédien canadien. Il a travaillé beaucoup à la radio depuis le début de sa carrière, comme comédien à la télévision, principalement en publicité. Il fait la circulation à Salut, Bonjour !, sur la station montréalaise du réseau TVA.

## Biographie
Il possède aucun diplôme. En 1994, il a travaillé à télévision Rive-Nord comme animateur, journaliste et lecteur de nouvelles. Il a animé et conceptualisé plusieurs émissions. Il a participé à nombre d'émissions spéciales dont les Internationaux de Tennis Juniors du Canada, le Challenge de Volleyball et le téléthon de la paralysie cérébrale 24 heures en direct.

## Radio
Il passe à la radio en 1994, où il fut engagé au M103,5 à Joliette, une station du réseau Antenne Bleue. Il y anime le matin les week-ends, puis est morning man la semaine. En 1996, il fait son entrée dans le marché Montréalais en étant chroniqueur à la circulation à CIEL 98,5. Il y restera à peine 1 mois et demi, puisqu'on lui offre un emploi à CKOI-FM.

## Télévision
Il tient des rôles de figurant, notamment dans C.A. (2006), Les Boys (2007), Virginie (?), Les Pêcheurs (2014), Patrice Lemieux 24/7 (2015-16) et Plan B (2017).
Depuis juin 2016 il annonce la circulation à Salut, Bonjour ! à TVA.

## Publicités
On peut l'entendre également dans de nombreuses publicités radio. À la télé on l'a vu dans les publicités de GM, Burger King, la gomme Excel, A&W, comme visage de l'OACIQ (l'Organisme d'auto règlementation de courtage immobilier du Québec) et plusieurs autres.